# QinetiQ Zephyr
QinetiQ Zephyr — серія британських надлегких експериментальних БпЛА на сонячних батареях компанії QinetiQ. Створена для спостережень за поверхнею Землі і досліджень атмосфери. Проекти частково фінансуються міністерством оборони Великої Британії.

## Zephyr-6
В 2008 Zephyr-6 здійснив переліт протягом 82,5 годин. Маса апарата становила 30 кг.

## Zephyr-7
В серпні 2014 Zephyr-7 здійснив автономний безпосадочний політ протягом 11 діб в зимових умовах Південної півкулі. Політ відбувся на висоті більше 23 кілометрів, під час польоту використовувався супутниковий зв'язок для контролю за польотом поза зоною прямої видимості наземних станцій спостереження. Апарат також ніс корисне навантаження, про масу якої не повідомляється. За підсумками польоту Zephyr-7 став першим псевдосупутником, якому військові привласнили ідентифікатор PS001.

## Характеристики
- Розмах крила: 23 м.
- Вага: 55 кг.